# Variosea
Classe
Les Variosea sont une classe de protistes de l'embranchement des Amoebozoa.

## Étymologie
Le nom Variosea est dérivé du latin varis « divers, varié », accolé au suffixe euphonique -osea dénué de sens (comme dans le nom des taxons Lobosea ou Conosa), en référence au phénotype exceptionnellement varié par rapport aux autres classes d'Amoebozoa. Les Variosea regroupant en effet des amibes :
- dotées ou non de centrosomes ;
- certaines avec des cils, d'autres flagellées ;
- certaines avec des pseudopodes fins et pointus, d'autres avec des pseudopodes larges et émoussés ;
- certaines avec des pseudopodes ramifiés, et d'autres avec des pseudopodes anastomosés.

## Description
Les espèces du groupe des Variosa sont caractérisées par des cellules ancestrales dotées d'un seul centriole, d'un seul cil, et ayant un kyste de repos. Elles n'ont pas pas de fructification ni de lamellipodes locomoteurs. Elles ont typiquement de nombreux sous-pseudopodes, des pseudopodes pointus ou larges mais non éruptifs (dans ce dernier cas, la cellule semble ramifiée) ou des pseudopodes ramifiés. Elles ont des mitochondries avec crêtes ramifiées. Elles sont généralement dépourvues de cil, auquel cas un centrosome lamellaire est souvent présent.

## Liste des ordres
Selon IRMNG (10 février 2025) :
- Acanthopodida Page, 1976
- Artodiscida Cavalier-Smith, 2012
- Cavosteliida Shadwick & Spiegel, 2012
- Fractovitellida Lahr et Katz, 2011
- Holomastigida Lauterborn, 1895
- Phalansteriida Hibberd, 1983
- Protostelida Olive & Stoianovitch, 1966
- Ramamoebida Cavalier-Smith in Cavalier-Smith, Chao & Lewis, 2016
- Varipodida Cavalier-Smith, 2004

Selon GBIF (10 février 2025) et Catalogue of Life (10 février 2025) :
- Acanthopodida Page, 1976
- Gracilipodida Lahr & Katz in Lahr, Grant, Nguyen, Lin & Katz, 2011
- Holomastigida Lauterborn, 1895
- Phalansteriida Hibberd, 1983
- Stereomyxida Grell, 1966
- Varipodida Cavalier-Smith, 2004

Selon EOL (10 février 2025) :
- Angulamoeba Berney, Bass & Geisen in Berney et al. , 2015
- Arboramoeba Geisen, Bass & Berney dans Berney et al. , 2015
- Cavosteliida Shadwick & Spiegel, 2012
- Darbyshirella Berney, Bass & Geisen dans Berney et al. , 2015
- Dictyamoeba Berney, Bass & Geisen dans Berney et al. , 2015
- Enteromyxa Cienkowsky 1885
- Filamoeba Page, 1967
- Flamellidae Cavalier-Smith dans Cavalier-Smith, Chao & Lewis, 2016
- Fractovitellida Lahr et Katz, 2011
- Heliamoeba Geisen, Bass & Berney dans Berney et al. , 2015
- Holomastigida Lauterborn, 1895
- Ischnamoeba Geisen, Bass & Berney dans Berney et al. , 2015

Selon World Register of Marine Species (10 février 2025) :
- Holomastigaida
- Luffisphaerida Cavalier-Smith, 1993
- Phalansteriida Hibberd, 1983
- Stereomyxida Grell, 1966
- Varipodida Cavalier-Smith, 2004

Selon AlgaeBase (26 février 2025) :
- Artodiscida Cavalier-Smith, 2012
- Centramoebida Cavalier-Smith, E.E.Chao & B.Oates, 2004
- Holomastigida (Lauterborn) Cavalier-Smith, 1997
- Loboreticulatida F.C.Page, 1987
- Luffisphaerida Cavalier-Smith, 1993
- Phalansteriida W.H.Jackson, 1888
- Stereomyxida F.C.Page, 1976
- Varipodida Cavalier-Smith, 2004

## Systématique
Le nom valide complet (avec auteur) de ce taxon est Variosea Cavalier-Smith in Cavalier-Smith, Chao (d) & Oates (d), 2004.
Variosea a pour synonymes :
- Conosea  (T. Cavalier-Smith, 1998) A. Smirnov et al., 2005
- Holomastigea Cavalier-Smith, 1997
- Protostelea Olive & Stoianovitch, 1966

## Publication originale
- (en) T. Cavalier-Smith, E.E.Y. Chao et B. Oates, « Molecular phylogeny of Amoebozoa and the evolutionary significance of the unikont Phalansterium », European Journal of Protistology, vol. 40, no 1,‎ 2004, p. 21-48, 8 (ISSN 0932-4739, e-ISSN 1618-0429, lire en ligne [PDF], consulté le 14 février 2025).